# L’Auto
L’Auto, anfänglich L’Auto-Vélo, war eine französische Sporttageszeitung, die von 1900 bis 1944 erschienen ist.
Die Zeitung wurde am 16. Oktober 1900 als Konkurrenzblatt zur bis dahin führenden Sportzeitung Le Vélo zunächst als L’Auto-Vélo gegründet. Einer der bedeutendsten Investoren war Albert Jules Graf de Dion, Mitbegründer des Auto- und Nutzfahrzeugherstellers De Dion-Bouton, der in der Folge der Dreyfus-Affäre vom Vélo-Herausgeber Pierre Giffard (1853–1922) mehrfach scharf angegriffen worden war. Dieser hatte in seinen Blättern unterstellt, de Dion habe seine politische Position als Deputierter für seine geschäftlichen Ziele missbraucht. Nachdem de Dion die vom Giffard-Blatt Le Petit Journal veranstaltete Zuverlässigkeitsfahrt von Paris nach Rouen vom 22. Juli 1894 klar gewonnen hatte, war er von Giffard mit fadenscheiniger Begründung dennoch auf den zweiten Platz relegiert worden. Giffards Kränkung hatte im November 1895 bereits zur Gründung des Automobile Club de France (A.C.F.) durch den Grafen und zu einer Professionalisierung des Motorsports in Frankreich geführt.
Neben persönlichen gab es auch geschäftliche und politische Gründe für das Zeitungsprojekt. Giffard kontrollierte faktisch den lukrativen Anzeigenmarkt für Motorfahrzeuge. Er war aber seinem Geldgeber, Alexandre Darracq (1855–1931), verpflichtet und bevorzugte demzufolge Darracq-Produkte, erst recht gegenüber De Dion-Bouton. Zu den Geschäftsleuten, die de Dion zur Finanzierung der L’Auto-Vélo gewinnen konnte, gehörten Dreyfus-Kritiker wie der Reifenfabrikant Édouard Michelin (1859–1940) und der Automobilindustrielle Adolphe Clément (1855–1928). De Dions Abstecher in das Zeitungswesen zahlte sich für die Geldgeber auch finanziell aus. Chefredakteur wurde der ehemalige Radrennfahrer und Werbemanager von Clément, Henri Desgrange. Dieser ließ auf der Titelseite der Zeitung verlauten: „In L’Auto-Vélo wird niemals die Rede von politischen Fragen sein. Werte Leser, ob Sie nun für oder gegen ... , Sie wissen schon wen, sind, rechnen Sie nicht damit, dass L’Auto-Vélo sich darüber auslassen wird.“ Die neue Tageszeitung berichtete überwiegend über Sport, insbesondere Motorsport, und das allgemeine Tagesgeschehen.
1903 musste der Name der Zeitung als Folge eines Gerichtsbeschlusses, den Giffard erwirkt hatte, wegen Plagiats in L’Auto geändert werden, was einen Rückgang der Verkaufszahlen zur Folge hatte. Um dieser Entwicklung entgegenzuwirken, griff Desgrange auf die Idee des Journalisten Géo Lefèvre zurück, ein Etappenrennen, die Tour de France, auszurichten. Allerdings setzte er selbst keine große Hoffnung in das Projekt, da er selbst die Zukunft im Automobilsport sah, was sich zunächst auch in der Berichterstattung, die auf hintere Seiten verbannt wurde, niederschlug. Doch im Laufe der Tour erhöhte sich die Zahl der verkauften Exemplare von 20.000 auf 63.000 Exemplare. Im Laufe der Rundfahrt kam es zu zahlreichen Unregelmäßigkeiten, weshalb die regelgebende Union Vélocipédique Française (UVF) die ersten vier Fahrer – Maurice Garin, César Garin, Lucien Pothier und Hippolyte Aucouturier – nachträglich disqualifizierte. Dieser Vorgang brachte den Organisator Henri Desgrange dazu, in einem Artikel in zu schreiben: „Die Tour de France ist vorbei, und die zweite Auflage ist, befürchte ich, zugleich die letzte. Sie ist an ihrem eigenen Erfolg zugrunde gegangen, an den blinden Leidenschaften, die sie entfesselt hat.“ Er schlug vor, dass künftig andere die Tour organisieren sollten; seine Zeitung sollte sich künftig auf den Automobilsport konzentrieren. Als jedoch Autorennen von Stadt zu Stadt wie Paris–Madrid wegen zahlreicher Todesfälle verboten wurden, beschloss Desgrange, die Tour de France auch im Jahr darauf zu organisieren.
In den folgenden Jahrzehnten blieb die enge Verknüpfung von Redaktions- und Tourleitung in Person von Henri Desgrange und später Jacques Goddet bestehen und fand erst mit dem Aussetzen des Rennens 1940 ein Ende, als infolge des Westfeldzuges der Wehrmacht im Mai und Juni 1940 Frankreich erst in die Kampfhandlungen hineingezogen und schließlich in einen besetzten und einen politisch von Nazi-Deutschland abhängigen Teil geteilt wurde.
Im Zuge der Befreiung Frankreichs von der deutschen Besatzung wurde die Zeitung schließlich am 17. August 1944 aufgrund ihrer Kollaboration mit den deutschen Besatzern verboten. 1946 wurde als journalistischer Nachfolgetitel die Sportzeitung L’Équipe mit Jacques Goddet als Leiter und vielen weiteren ehemaligen L’Auto-Journalisten gegründet. Ab 1947 richtete diese Zeitschrift dann auch wieder die Tour de France aus.